# Heminothrus thori
Heminothrus thori är en kvalsterart som först beskrevs av Berlese 1904.  Heminothrus thori ingår i släktet Heminothrus och familjen Camisiidae. Arten är reproducerande i Sverige. Inga underarter finns listade i Catalogue of Life.